# Orthoperus crotchii
Orthoperus crotchii är en skalbaggsart som beskrevs av Matthews 1899. Orthoperus crotchii ingår i släktet Orthoperus och familjen punktbaggar. Inga underarter finns listade i Catalogue of Life.